# Candice Gilg
Candice Gilg (* 27. Juli 1972 in Dakar, Senegal) ist eine ehemalige französische Freestyle-Skierin. Sie war auf die Buckelpisten-Disziplinen Moguls und Dual Moguls spezialisiert. 1995 und 1997 wurde sie Moguls-Weltmeisterin, im Weltcup gewann sie zwei Disziplinenwertungen sowie acht Einzelwettkämpfe. Ihr älterer Bruder Youri war ebenfalls als Freestyle-Skier aktiv.

## Biografie

### Sportliche Laufbahn
Candice Gilg stammt aus La Plagne, wo sie im Alter von zwei oder drei Jahren das Skifahren erlernte.
Im Februar 1989 gab Gilg in La Clusaz ihr Debüt im Freestyle-Skiing-Weltcup und gewann als Neunte auf Anhieb Punkte. Außerdem wurde sie auf der Buckelpiste Juniorenweltmeisterin. Nach einem Kreuzbandriss fiel es ihr zunächst schwer, die guten Juniorenleistungen in den Weltcup zu übertragen. Mit mehreren Top-10-Resultaten qualifizierte sie sich dennoch für die Olympischen Spiele in Albertville, wo sie aber nicht über Platz 24 hinauskam. In der Saison 1992/93 gelang ihr eine deutliche Steigerung und sie belegte mit sechs Podestplätzen Rang drei der Weltcup-Disziplinenwertung. Bei den Weltmeisterschaften in Altenmarkt-Zauchensee wurde sie Sechste.
Anfang Februar 1994 feierte Gilg in La Clusaz ihren ersten Weltcupsieg. Bei den darauffolgenden Olympischen Spielen von Lillehammer verpasste sie als Fünfte die Medaillenränge nur knapp. Bei den Weltmeisterschaften in La Clusaz setzte sie sich überraschend gegen ihre Teamkollegin und Lokalmatadorin Raphaëlle Monod durch und gewann die Goldmedaille. 1995/96 entschied sie die Disziplinenwertung im erstmals ausgetragenen Dual Moguls (Parallelbuckelpiste) für sich und erreichte mit Rang fünf im Gesamtweltcup ein Karrierehoch. Ein Jahr später konnte sie in Japan ihren Weltmeistertitel verteidigen, was zuvor nach keiner Athletin auf der Buckelpiste gelungen war. Im Weltcup gewann sie erneut die Dual-Moguls-Wertung und belegte in der Single-Disziplin erstmals Gesamtrang zwei. Bei ihren dritten Olympischen Spielen in Nagano landete sie auf dem enttäuschenden 26. Platz und beendete im Anschluss aufgrund einer Meniskusverletzung ihre Karriere.

### Weitere Karriere
Nach Beendigung ihrer aktiven Laufbahn war Candice Gilg 1999 als Stuntdouble von Sophie Marceau in James Bond 007 – Die Welt ist nicht genug zu sehen. Die Dreharbeiten zur Skiverfolgungsszene im Kaukasus fanden unter anderem an der Aiguille des Grands Montets im Gebiet von Chamonix-Mont-Blanc statt.
Danach absolvierte Gilg eine kaufmännische Ausbildung. Sie wirkte an der Schaffung des Förderprogramms Étoiles du Sport für junge Franzosen mit und führte ein Sportgeschäft in ihrem Heimatort La Plagne. Ab 2011 kümmerte sie sich um die touristische Vermarktung von La Plagne, ab 2016 leitete sie das Tourismusbüro der Gemeinde Combloux.

## Erfolge

### Olympische Spiele
- Albertville 1992: 24. Moguls
- Lillehammer 1994: 5. Moguls
- Nagano 1998: 26. Moguls

### Weltmeisterschaften
- Altenmarkt-Zauchensee 1993: 6. Moguls
- La Clusaz 1995: 1. Moguls
- Nagano 1997: 1. Moguls

### Weltcupwertungen
| Saison  | Gesamt | Gesamt | Moguls | Moguls | Dual Moguls | Dual Moguls |
| Saison  | Platz  | Punkte | Platz  | Punkte | Platz       | Punkte      |
| ------- | ------ | ------ | ------ | ------ | ----------- | ----------- |
| 1988/89 | 54.    | 1      | 18.    | 4      | –           | –           |
| 1989/90 | 37.    | 4      | 12.    | 22     | –           | –           |
| 1990/91 | 55.    | 1      | 17.    | 8      | –           | –           |
| 1991/92 | 55.    | 1      | 21.    | 8      | –           | –           |
| 1992/93 | 13.    | 90     | 3.     | 812    | –           | –           |
| 1993/94 | 13.    | 88     | 3.     | 704    | –           | –           |
| 1994/95 | 14.    | 91     | 4.     | 636    | –           | –           |
| 1995/96 | 5.     | 96     | 3.     | 768    | 1.          | 284         |
| 1996/97 | 7.     | 93     | 2.     | 464    | 1.          | 444         |
| 1997/98 | 8.     | 89     | 2.     | 536    | 3.          | 336         |

### Weltcupsiege
Gilg errang im Weltcup 42 Podestplätze, davon 8 Siege:
| Datum             | Ort                 | Land       | Disziplin   |
| ----------------- | ------------------- | ---------- | ----------- |
| 3. Februar 1994   | La Clusaz           | Frankreich | Moguls      |
| 16. Dezember 1995 | La Plagne           | Frankreich | Moguls      |
| 15. Februar 1996  | La Clusaz           | Frankreich | Dual Moguls |
| 23. März 1996     | Meiringen-Hasliberg | Schweiz    | Moguls      |
| 21. Februar 1997  | Kirchberg           | Österreich | Dual Moguls |
| 6. Dezember 1997  | Tignes              | Frankreich | Dual Moguls |
| 11. Januar 1998   | Mont-Tremblant      | Kanada     | Moguls      |
| 28. Februar 1998  | Châtel              | Frankreich | Dual Moguls |

### Weitere Erfolge
- Juniorenweltmeisterin im Moguls 1989[3]